# 50000
50000是49999至50001之間的自然數。

## 数学性质
- 合數，正因數有1、2、4、5、8、10、16、20、25、40、50、80、100、125、200、250、400、500、625、1000、1250、2000、2500、3125、5000、6250、10000、12500、25000和50000。
質因數分解為{\displaystyle 2^{4}\times 5^{5}}。
- 過剩數，真因數和為71086，盈度為21086。
  - 半完全數，和為本身的其中一組因數為2、 4、 8、 10、 16、 20、 25、 40、 50、 100、 125、 200、 400、 500、 625、 1000、 1250、 2500、 3125、 5000、 10000、 25000。
- 十进制的哈沙德數。
- 十进制的節儉數。

## 50000至59999的數
- 50400 - 高合成数（A002182）。
- 50653 - 立方數（A000578）。
- 51641 - 馬爾可夫方程。
- 52360 - 五胞體數（A000332）。
- 52633 - 卡邁克爾數。
- 53016 - 五角錐數。
- 53361 - 1到21的和的平方（{\displaystyle ((1+21)\times 21/2)^{2}}）。
- 54205 - 邹赛尔数。
- 54748 - 水仙花数。
- 54872 - 立方數（A000578）。
- 55440 - Colossally過剩數（A004490）、高合成数（A002182）。
- 55459 - 谢尔宾斯基数。
- 55555 - 純位數。
- 55860 - 歐爾調和數（A001599）。
- 56011 - 韦德伯恩-埃瑟林顿数。
- 56448 - 五角錐數。
- 58786 - 卡塔兰数。
- 58905 - 五胞體數（A000332）。
- 59049 - {\displaystyle {3}^{10}}。
- 59081 - 邹赛尔数。
- 59319 - 立方數（A000578）。